# 小笠原長親
小笠原 長親（おがさわら ながちか）は、安土桃山時代から江戸時代前期にかけての武将。石見国の国人・石見小笠原氏の第16代当主。父は小笠原元枝。長親と言う名は、石見小笠原氏の始祖である小笠原四郎長親（阿波又太郎）と同名。

## 生涯
天正3年（1575年）あるいは天正6年（1578年）、小笠原元枝の次男として生まれる。兄の元長（少輔七郎）は早世したため、長親が嫡子となった。
長親の伯父で石見小笠原氏当主であった小笠原長旌には後継となる男子が長らく生まれず、千代姫という娘が一人いただけだった。そこで、千代姫を長親に嫁がせて長旌の後継とし、元枝をその後見と定めた。同時に、もし以後長旌に実子が生まれた際には、長親に代わってその実子を後継とするとも定めていた。
天正19年（1591年）に長旌の実子・千代童丸が生まれると、かねてよりの定めに従い千代童丸が長旌の後継となり、石見小笠原氏の家中裁判を以前通り元枝が、名代と在広島の勤めを長親が担う事となった。しかし千代童丸は翌天正20年（1592年）4月3日に早世したため、再び長親が後継となる。同年4月17日、石見小笠原氏は出雲国神門郡神西への移封を輝元から命じられ、石見国を離れることとなった。さらに、石見小笠原氏の出雲転封と同じ天正20年（1592年）から始まる文禄・慶長の役で石見小笠原氏からは長親が井上豊前の同役として吉川広家に従い、釜山浦へと渡海した。
慶長5年（1600年）の関ヶ原の戦いの後に毛利氏が防長2ヶ国に減封されると、長親は毛利氏を離れ、新たに石見国津和野藩主となった坂崎直盛（宇喜多詮家）に仕官した。長親が毛利氏を離れた事情を『閥閲録』では、理由は不明であるが暇を出されたとしている。同様に関ヶ原後に一度毛利氏を離れ、後に帰参した家臣の由緒書き等では、その理由をやむを得ず、あるいは不明であるが暇を出されたと記述しているものが見られるが、毛利氏減封に伴って行われた毛利氏家臣の減知に不満を抱き、家の規模を維持するために毛利氏を出奔し、他大名への仕官を選んだ家臣もいたと推測されている。
元和2年（1616年）、坂崎直盛が江戸で反乱未遂を起こし、坂崎氏の津和野藩は改易となった（千姫事件）。柳生宗矩、小笠原長房、駒井親直が上使として、津和野城の請け取りをしようとしたが、坂崎家遺臣たちは反発し、津和野城に籠城する構えを見せた。この時、長親にも籠城するよう声がかかっていたが、長親は毛利家に帰参しようとしており、また徳川家に対して反逆する事件には協力することは出来ないとして、籠城に加わることはなかった。この事を聞き及んだ柳生宗矩、小笠原長房、駒井親直の3人は、翌元和3年（1617年）8月22日に長親を賞する連署奉書と槍を長親に与え、徳川家へ奉公するよう勧めたが、長親はこれを断って毛利氏へ帰参し、毛利秀就・綱広親子に仕えた。
明暦2年（1656年）4月8日に、82歳あるいは79歳で死去。長男の就長は既に長親とは別に知行を与えられていたため、長親の御養扶持は次男の長之が継いだ。